# Ajrag nuur
Ajrag nuur (in mongolo: Айраг нуур) è un lago d'acqua dolce della Mongolia occidentale, nella provincia dell'Uvs, distretto di Zavhan. Si trova a un'altitudine di 1.022 m s.l.m.; è lungo 18 km, largo 13 km e ha una superficie di 143 km². Ha una profondità massima di 10 m.
Il lago Ajrag, che è alimentato dal fiume Zavhan, è posizionato a sud del lago salato Hjargas nuur ed è in comunicazione con lo stesso. Comprende i due laghi il Parco Nazionale Hjargas Nuur, un'area protetta istituita nel 2000 che copre circa 3.328 km². Ogni anno più di 20 coppie di pellicano dalmatico nidificano presso l'Ajrag.